# 바이오다이나믹 포도주

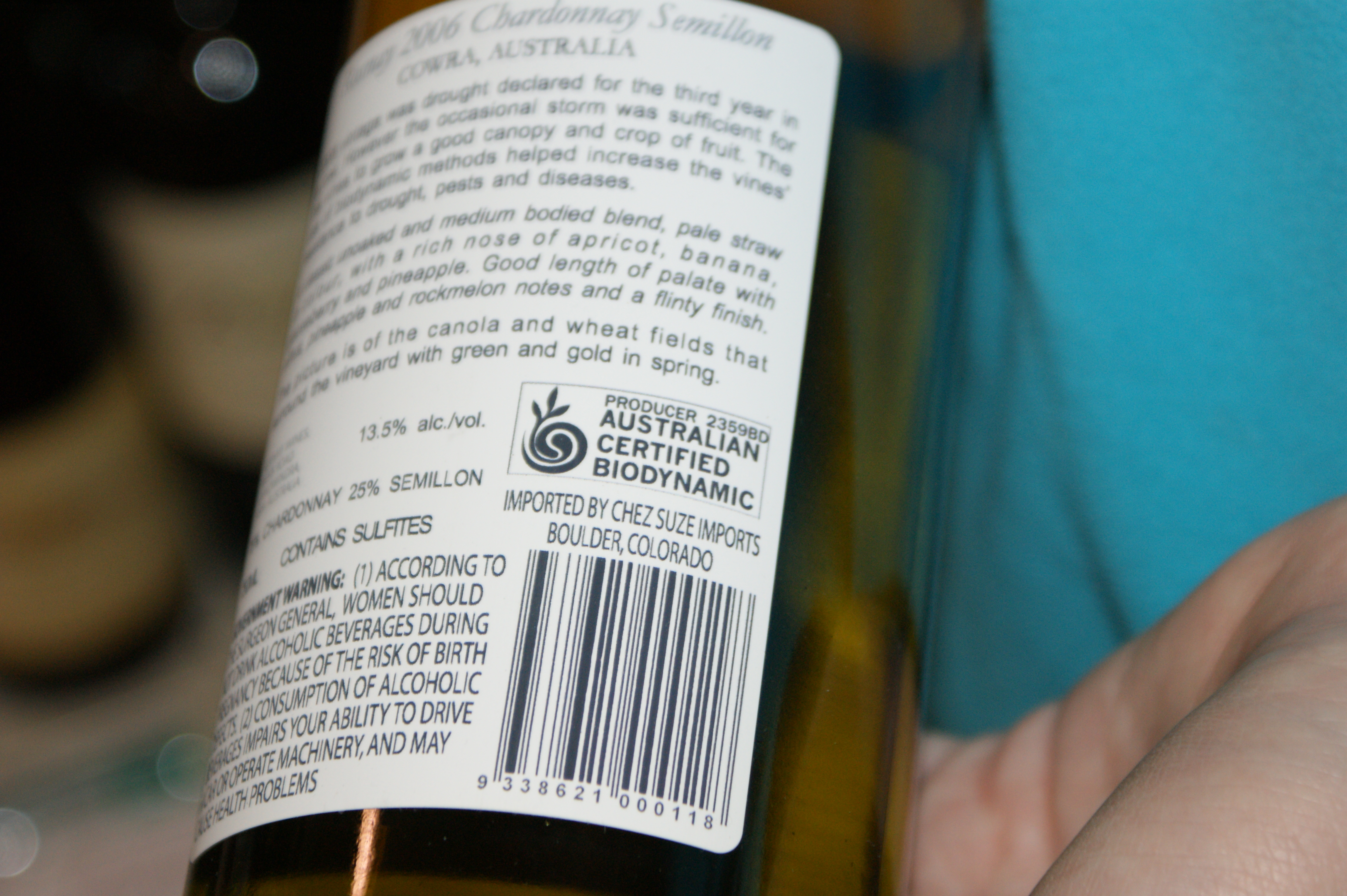
바이오다이나믹 인증을 받은 호주 포도주

바이오다이나믹 포도주는 포도 재배 과정에서부터 이후 양조 과정까지 ‘바이오다이나믹’ 농법으로 양조된 포도주를 의미하는 것으로, 화학 비료, 농약, 제초제 등을 사용하지 않고 지속가능한 자원을 활용하여 포도를 재배해야 한다. 최초 바이오다이나믹이라는 개념은 1920년 오스트리아의 철학자인 루돌프 슈타이너(Rudolf Steiner)에 의해 창시 되었다. 이것의 기본 개념은 ‘농장은 스스로 자생이 가능한 하나의 유기체’라는 것으로, 친환경 비료 및 거름을 사용하더라도 외부에서 만들어진 것이 아닌 농장 내에서 만들어진 거름을 사용한다는 것이다. 때문에 포도밭에서 포도만을 기르는 것이 아니라, 다양한 종류의 식물을 키워 생물 다양성을 높이고 농장 전체가 하나의 커다란 생태계가 되도록 장려한다.

## 바이오다이나믹의 철학

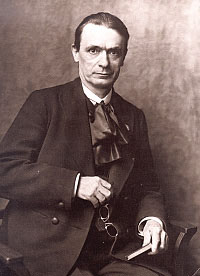
바이오다이나믹 개념의 창시자인 루돌프 슈타이너

바이오다이나믹 개념의 창시자인 루돌프 슈타이너는 초감각적인 힘에 의해 파악될 수 있는 초물질적 실존의 존재를 주장해왔다. 그가 농업에 관심을 갖게 된 것은 거의 생애 막바지였는데, “영적인 기초를 통한 농업의 부활(Spiritual Foundation of the Renewal of Agriculuture)”라고 하는 8개의 강의에서 이 개념이 최초로 도입되었다.
바이오다이나믹은 ‘오가닉’이라는 개념에서 한 단계 더 나아가 형이상학적이고 우주적인 개념을 도입한 것이다. 즉 우주적인 철학에서 달과 별의 움직임, 우주와 자연의 생태학적인 리듬이 땅과 모든 생물들에 영향을 준다는 것이다. 때문에 바이오다이나믹 농법은 달과 별의 위치, 즉 점성술적인 관측에 기반을 두고 있으며 땅, 공기, 물, 불이라고 하는 4원소를 가정한다.
- 뿌리의 날 : 땅의 속성을 가진 염소자리, 황소자리, 처녀자리의 별
- 꽃의 날 : 공기의 속성인 쌍둥이자리, 천칭자리, 물병자리의 별
- 잎의 날 : 물의 속성을 가진 게자리, 물고기자리, 전갈자리의 별
- 과실의 날 : 불의 속성을 가진 양자리, 사수자리, 사자자리의 별

이에 따라서 과실의 날에는 농사를 시작하고, 뿌리의 날에 가지치기를 하고, 꽃의 날에는 농사를 쉬고, 잎의 날에는 포도에 물을 주는 식으로 우주의 바이오리듬에 따라 농사를 계획하는 것이다.
이는 또한 포도주 테이스팅에도 적용할 수 있는데, 과실의 날이 가장 포도주를 마시기에 적합하게 포도주가 맛있어지며, 뿌리의 날과 잎의 날은 테이스팅에 적합하지 않은 날이라고 한다. 

## 바이오다이나믹 농법

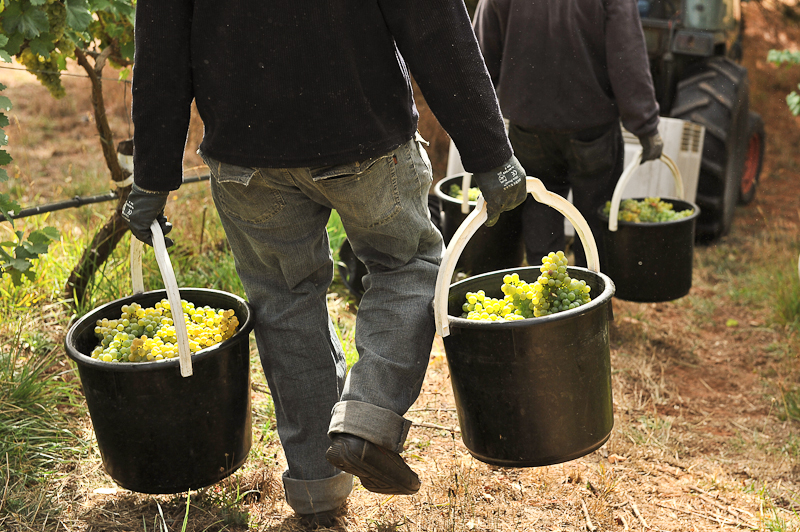
손으로 수확되는 바이오다이나믹 재배 포도 (Hahndorf Hill)

바이오다이나믹 농법에는 꼭 적용되어야 하는 8가지 용법이 존재하며, 이는 BD500 ~ BD508로 명명한다.
- BD500 : 가장 기본적인 용법으로, 암소의 거름을 소 뿔 속에 넣어 땅에 묻어 겨울을 지내는 것. 식물의 뿌리에 더 많은 양분을 공급할 수 있음
- BD501 : 이산화규소를 활성화시켜 토양을 비옥하게 함. 잎과 광합성 작용을 활성화시킴

나머지 용법들 또한 카모마일 허브, 서양풀톱, 민들레, 쐐기풀 등을 동물의 뼈에 넣거나 소의 창자에 넣고 땅에 묻어 숙성시킨 후 퇴비로 사용하는 방식임
바이오다이나믹 농법을 적용할 경우 포도의 생산량은 현격히 줄어들지만, 맛이 더 농축되어 순수하고 진하며 ‘떼루아’를 더 잘 표현할 수 있다고 알려져 있다.  

## 바이오다이나믹 양조
2013년 기준, 전세계적으로 약 700개의 양조장의 10,000 헥타르 포도밭이 바이오다이나믹으로 인증되어 있었다. 바이오다이나믹 인증을 획득하려는 고품질의 포도주 양조자들은 전세계적으로 증가하는 추세이다. Fortune지에 의하면 바이오다이나믹 인증을 받은 포도밭이 가장 많이 위치한 곳은 프랑스로, 대표적인 양조자에는 부르고뉴의 Domaine Leroy, 론 밸리의 Maison Chapoutier, 알자스의 domaine Zind-Humbrecht 등이 있다. ‘바이오다이나믹’ 인증을 라벨에 표기하기 위해서는 ‘Demeter’라는 국제 협회의 기준을 충족해야 하며, 3년 3개월에 거친 조사와 교육을 받아야 한다. ‘오가닉’ 인증의 경우 각 국가마다 규제법이 있다면, 바이오다이나믹은 이와 같은 국제 협회에서 인증을 해주는 단일한 시스템이라고 할 수 있다.

## 효능

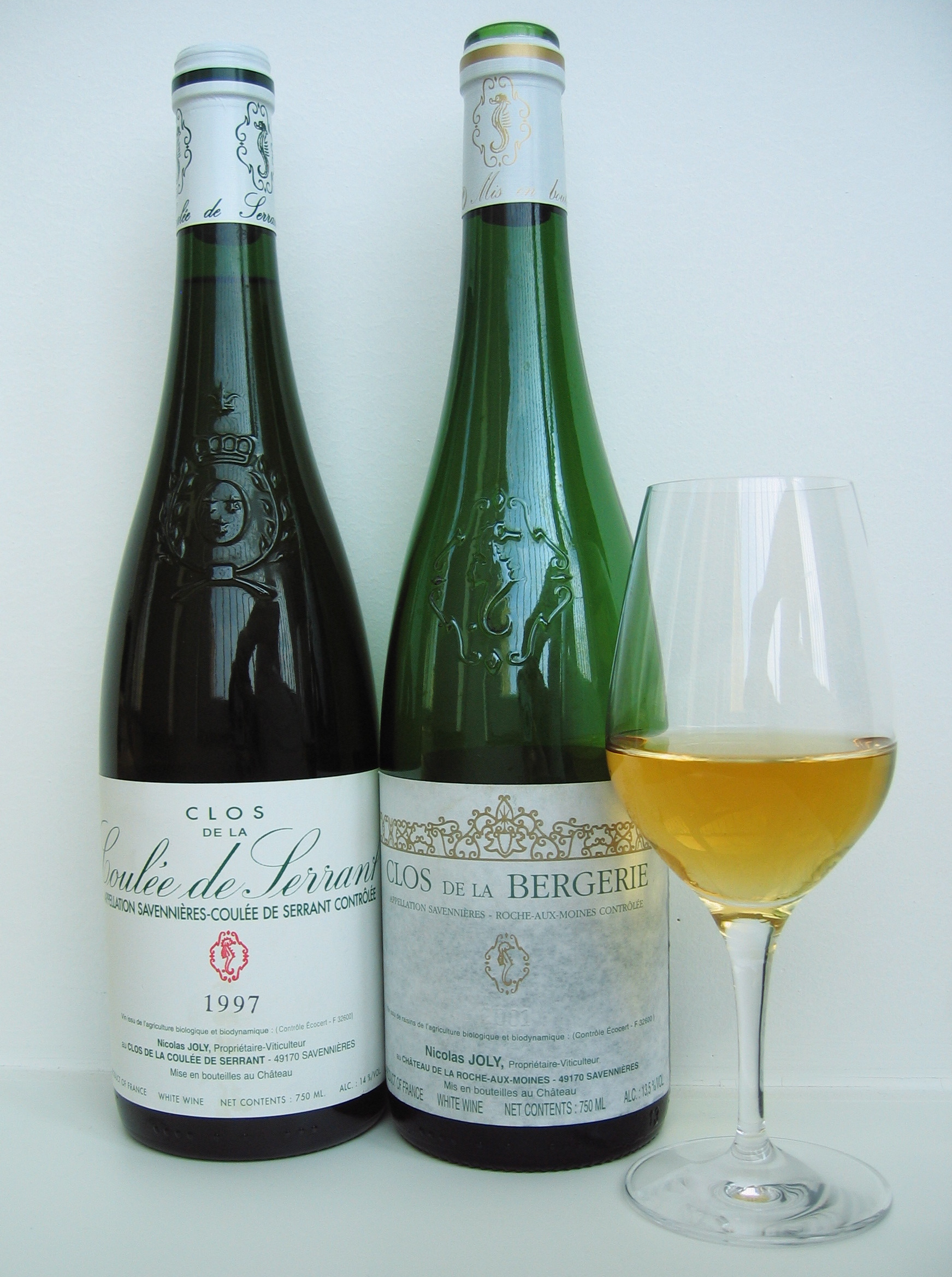
바이오다이나믹 지향 양조자인 Nicolas Joly의 포도주

바이오다이나믹 농법을 채택한 포도재배자들은 이 경우 생물 다양성, 토양 비옥도, 작물의 영양분 등의 측면에서 포도밭이 훨씬 더 건강해진다고 주장한다. 예를 들어, 부르고뉴 지역의 양조장인 Domaine Leflaive의 소유자인 Anne-Claude는 바이오다이나믹 농법으로 인해 죽어가는 포도밭을 다시 회생시켰으며, 현재는 아주 높은 품질의 포도주를 만들 수 있게 되었다고 한다. 캘리포니아의 고품질 포도밭에 대한 오랜 연구 결과에 따르면, 실질적으로 바이오다이나믹과 오가닉 밭의 차이는 객관적으로 증명할 수 없다고 한다. 이 연구는 캘리포니아 Ukiah라는 상업 포도밭을 대상으로 이루어졌는데, 바이오다이나믹 방식과 일반적인 오가닉 밭에서 재배된 포도가 무게, 포도나무 당 포도 송이의 수, 면적 당 포도나무 수 등에 차이가 없다고 결론 짓고 있다. 그럼에도 불구하고 논문 저자 중 한명인 Leo McCloskey은 전통적인 방식의 포도 재배법에 비해 바이오다이나믹 재배법이 상대적으로 더 높은 소비자 점수를 받는다는 점을 명시하였다.
바이오다이나믹 양조자들은 자신들의 포도주가 더 강렬한 맛과 향을 내며, 여운이 길다고 주장한다. 또한 기후가 변화무쌍한 경우더라도 바이오다이나믹 방식으로 포도를 재배할 경우 더 균형적인 맛과 충분한 알코올 함량을 가진 포도주를 생산할 수 있다고 한다.
Fortune 지가 개최한 블라인드 테이스팅에서 Master of Wine과 유명 소믈리에들이 각각 10종류의 바이오다이나믹 포도주와 일반적인 포도주를 시음하였다. 그 결과 9개의 바이오다이나믹 포도주가 일반 포도주를 능가하는 점수를 획득하였으며, 그들은 ‘바이오다이나믹 포도주의 아로마, 맛, 질감이 떼루아의 특성을 더 잘 표현한다’고 평가했다. 하지만 여전히 논란의 소지는 존재하는데, 비교 대상인 두 포도주가 정확히 동일 토양에서, 그리고 동일한 재배 방식으로 수확되었을 때 정확한 비교가 가능하다는 것이다.